# Lillasjö (Lenhovda socken, Småland)
Lillasjö är en sjö i Uppvidinge kommun i Småland och ingår i Mörrumsåns huvudavrinningsområde. Sjön har en area på 0,0969 kvadratkilometer och ligger 250,1 meter över havet. Lillasjö ligger i Storasjöområdet Natura 2000-område.

## Delavrinningsområde
Lillasjö ingår i det delavrinningsområde (631495-146802) som SMHI kallar för Mynnar i Aggaå. Medelhöjden är 255 meter över havet och ytan är 4,79 kvadratkilometer. Det finns ett avrinningsområde uppströms, och räknas det in blir den ackumulerade arean 7,47 kvadratkilometer. Vattendraget som avvattnar avrinningsområdet har biflödesordning 3, vilket innebär att vattnet flödar genom totalt 3 vattendrag innan det når havet efter 129 kilometer. Avrinningsområdet består mestadels av skog (92 procent). Avrinningsområdet har 0,1 kvadratkilometer vattenytor vilket ger det en sjöprocent på 2 procent.